# Taťjana Gucuová
Taťjana Konstantinovna Gucuová (ukrajinsky Тетяна Константинівна Гуцу, rusky Татьяна Константиновна Гуцу; * 5. září 1976 v Oděse v Sovětském svazu) je bývalá ukrajinská gymnastka. Je dvojnásobnou olympijskou vítězkou.
S gymnastikou začala ve věku šesti let a v roce 1988 byla přijata do sovětského národního týmu. Její první významnou mezinárodní soutěží bylo mistrovství světa v gymnastice v roce 1991 v Indianapolis, kde získala stříbro na bradlech.
Na Letních olympijských hrách 1992 v Barceloně se Gucuová připojila k tzv. Sjednocenému týmu, který sdružoval sportovce právě rozpadlého Sovětského svazu, a dokázala s ním vyhrát víceboj družstev. Kromě toho byla také olympijskou vítězkou v soutěži víceboj jednotlivkyň. Další medaile získala na bradlech (stříbrná) a v prostných (bronz).
V říjnu 2017 obvinila na Facebooku ze znásilnění běloruského gymnastu Vitalije Ščerba. Mělo se to stát v roce 1991 během DTB Cupu ve Stuttgartu, kdy jí bylo 15 let.